# Arme à chargement par la culasse

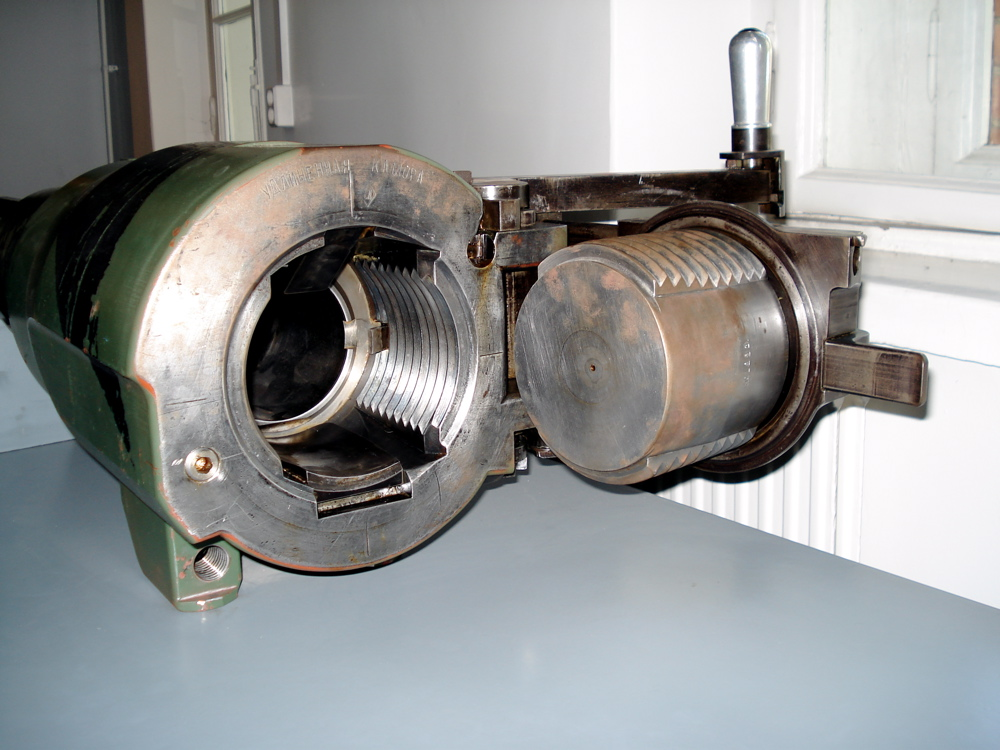
Culasse d'un obusier russe M1910 de 122 mm, modifié et combiné avec un canon d'obusier H37 de 105 mm.

Une arme à chargement par la culasse est une arme à feu (un fusil, un canon, etc.) dans laquelle la cartouche ou l'obus est chargé à l'arrière du canon (la culasse), par opposition à une arme à chargement par la bouche.

## Avantages
Les armes à feu modernes, produites en masse, sont en grande majorité à chargement par la culasse (les mortiers sont en général à chargement par la bouche). Mais les premières armes à feu ont été presque entièrement à chargement par la bouche. Le principal avantage du chargement par la culasse est une réduction du temps de rechargement : il est en effet beaucoup plus rapide de charger le projectile et la charge par la culasse que de les forcer le long d'un long tube, en particulier lorsque le canon est rayé. Dans l'artillerie de campagne, le chargement par la culasse permet aux servants de recharger l'arme, sans s'exposer aux tirs ennemis ou sans remettre en place la pièce (comme cela était nécessaire pour les armes à chargement par la bouche). Ce dispositif permet également d'avoir des tourelles et des emplacements plus petits (car les armes à chargement par la culasse n'ont pas besoin d'être rentrées pour être rechargées).

## Histoire

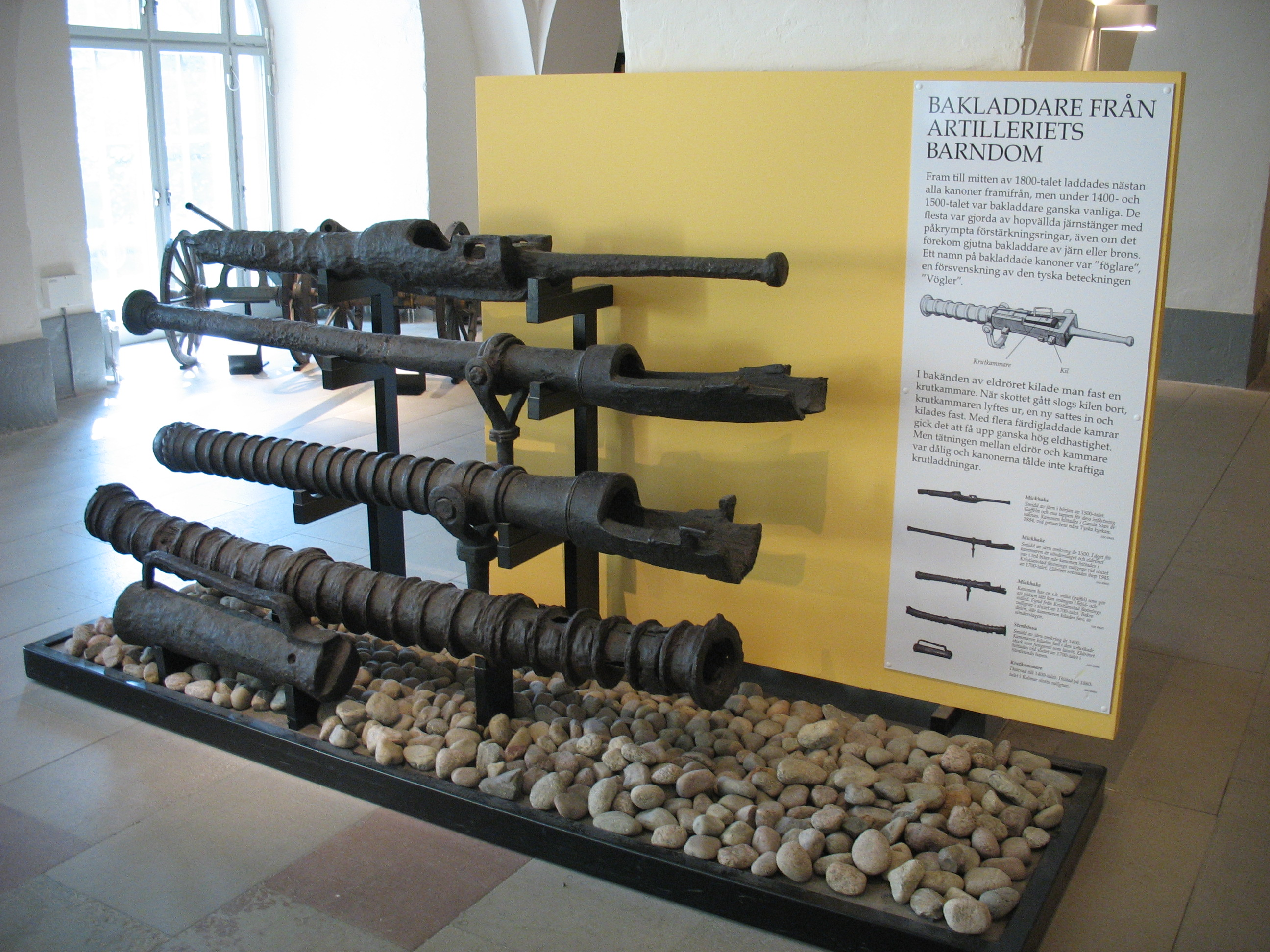
Premiers types d'armes à chargement par la culasse des au musée de l’Armée à Stockholm.

Bien que les armes à chargement par la culasse aient été développées dès la fin du XIVe siècle dans le duché de Bourgogne, le chargement par la culasse se développa, grâce à des améliorations dans la mécanique de précision et l'usinage, au XIXe siècle.
Le principal défi pour les développeurs d'armes à chargement par la culasse a été de trouver un moyen de sceller efficacement la culasse. Ce fut finalement résolu pour les petites armes par le développement de la cartouche métallique. Le premier brevet d'une cartouche entièrement métallique fut déposé à Paris en 1846 par l'armurier parisien Benjamin Houllier. Il commercialisait ses armes en association avec les armuriers Blanchard ou Charles Robert,. Pour les armes de gros calibre, trop grands pour utiliser des cartouches, le problème a été résolu par le développement du filetage interrompu.

### Canon à pivot
Le canon à pivot à chargement par la culasse a été inventé au XIVe siècle. Il s'agit d'un type particulier de canon à pivot. C'est un petit canon à chargement par la culasse, équipé d'un pivot pour une rotation facile, et qui pourrait être chargé par l'insertion d'une tasse aux formes de la chambre, remplie de poudre et de projectiles. Ce canon sur pivot à chargement par la culasse avait une capacité de tir rapide, et a été particulièrement efficace dans des actions antipersonnel.

### Armes à feu

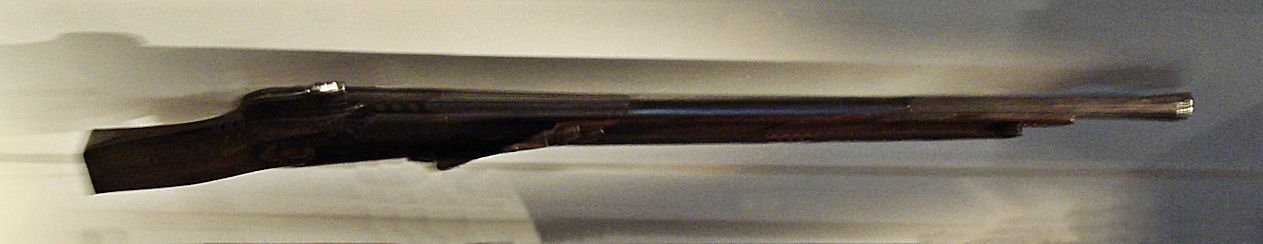
Culasse de chargement du fusil de chasse d'Henri VIII, du XVe siècle. Le bloc de culasse tourne à gauche sur les charnières, et est chargé avec une cartouche réutilisable en fer. Il aurait été utilisé comme une arme de chasse aux oiseaux. Le rouet original est manquant.

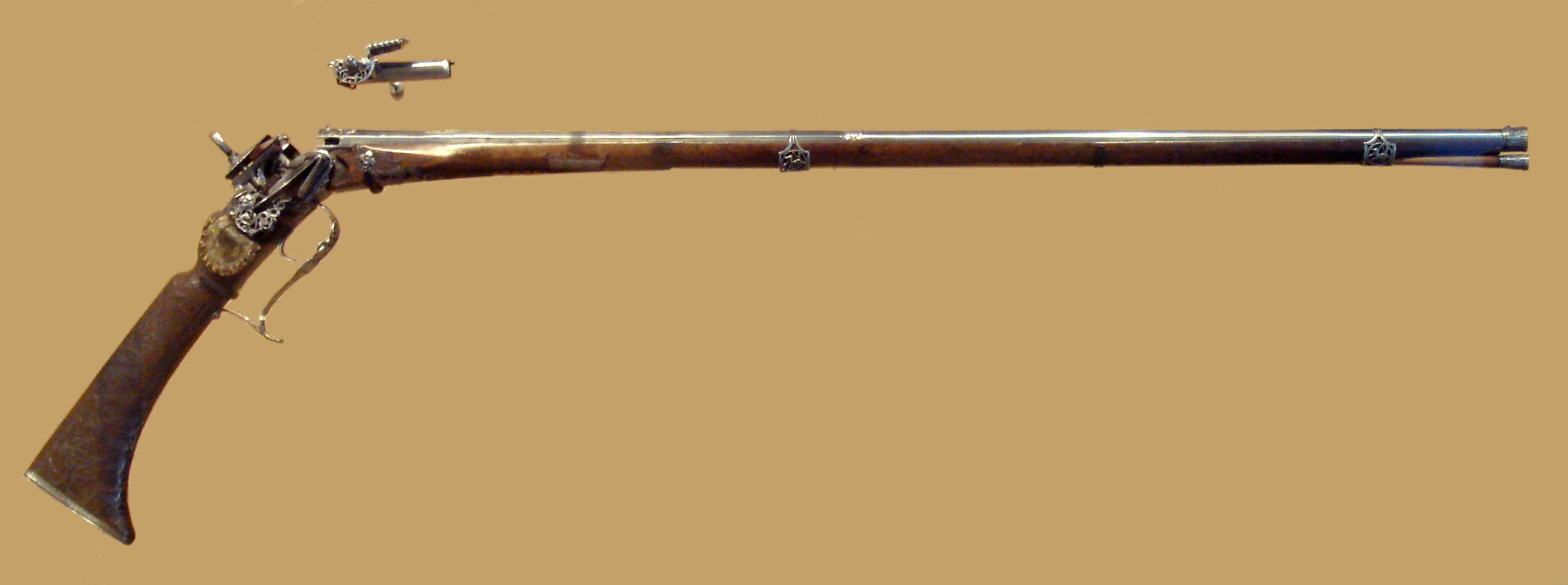
Arme à feu à chargement par la culasse qui appartenait à Philippe V d'Espagne, réalisé par A. Tienza, Madrid vers 1715. Il est doté d'une cartouche réutilisable prête-à-charger. Il est muni du système Miquelet.

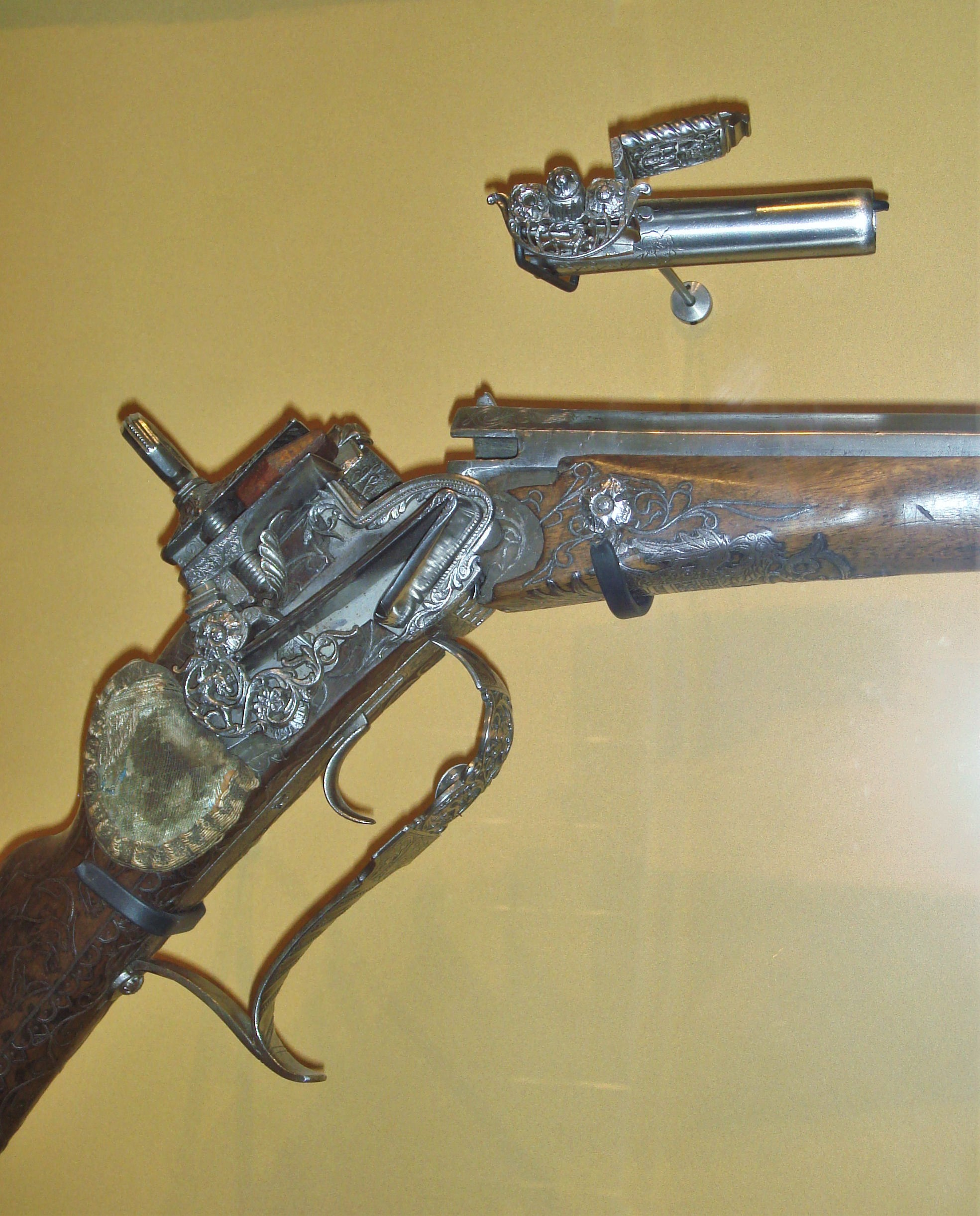
Détail du mécanisme du fusil à chargement par la culasse de Philippe V d'Espagne.

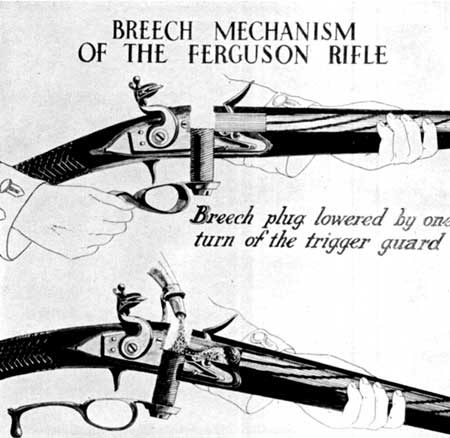
Mécanisme de culasse du fusil Ferguson.

Les armes à feu à chargement par la culasse d'armes sont connues depuis le XVe siècle. Henri VIII en possédait une, qui lui servait apparemment comme arme de chasse pour tirer sur des oiseaux.
Les armes à feu à chargement par la culasse ont commencé à être moins confidentielles au début du XVIIIe siècle. Une de ces armes est connue pour avoir appartenu à Philippe V d'Espagne, et a été fabriqué vers 1715, probablement à Madrid. Il est doté avec une cartouche réutilisable prête à charger.
Patrick Ferguson, un officier de l'armée de terre britannique, mis au point en 1772 le fusil Ferguson, une arme à silex à chargement par la culasse. Environ deux cents fusils ont été fabriqués et utilisés dans la bataille de Brandywine, au cours de la guerre d'indépendance des États-Unis, mais peu après ils ont été retirés du service et remplacés par le mousquet standard Brown Bess.
Plus tard dans le milieu du XIXe siècle, en Europe, il y a eu des tentatives pour concevoir un fusil à chargement par la culasse. Elles se sont focalisées sur l'amélioration des cartouches et des méthodes de mise à feu.
En 1808, à Paris, en coopération avec l'armurier français François Prélat, Jean Samuel Pauly a créé la première cartouche entièrement autonome : les cartouches avaient une base en cuivre avec une amorce intégrée à base de poudre de fulminate de mercure (l'innovation majeure de Pauly), un étui en papier et une balle ronde. La cartouche était chargée par la culasse et mise à feu grâce à une aiguille. Le chargement par la culasse, avec une mise à feu à aiguille centrale, deviendront un élément majeur des armes à feu par la suite. L'arme à feu correspondante a également été mis au point par Pauly. Pauly développa une version améliorée qui a été protégée par un brevet, le 29 septembre 1812. La cartouche a été, par la suite, améliorée par l'armurier français Casimir Lefaucheux en 1836.
La cartouche Flobert, en cuivre et de faible puissance a été inventée en 1836, comme la cartouche à broche (cartouche Lefaucheux), bien qu'elle nécessitera des améliorations, réalisés par Houllier en 1846, pour devenir réellement exploitable. La cartouche à percussion annulaire a été introduite dans les années 1850, et cartouches à percussion centrale en 1857 par Pottet, avec l'amorçage de Berdan et Boxer.
En 1842, les forces armées norvégiennes adoptèrent le Kammerlader, l'un des premiers fusil à chargement par la culasse, devenant l'une des premières armées modernes ayant largement adopté un fusil à chargement par la culasse comme arme d'infanterie principale.
Le fusil à aiguille Dreyse, était un fusil à chargement par la culasse à un coup qui utilisait un système rotatif pour fermer la culasse. Il est ainsi appelé en raison de son percuteur d'un demi pouce en forme d'aiguille qui passait au travers de la cartouche de papier pour frapper une amorce à percussion à la base de balle. Son développement, par Dreyse, a commencé dans les années 1830. Une version améliorée de celui-ci a été adoptée par la Prusse à la fin des années 1840. La cartouche de papier et l'arme avaient de nombreux défauts, plus précisément, de graves problèmes de fuite de gaz. Toutefois, le fusil a été utilisé avec succès dans l'armée prussienne dans la guerre austro-prussienne de 1866. Cette guerre, et la guerre franco-prussienne de 1870-71, ont finalement provoqué beaucoup d'intérêt en Europe pour les armes à chargement par la culasse et le système militaire prussien en général.
Le général Ambrose Burnside avait inventé une carabine à chargement par la culasse avant la guerre de Sécession, mais son mécanisme était complexe et peu précis. 
Aussi, pendant la guerre de Sécession, plusieurs armes à chargement par la culasse ont été mises en service. Parmi les fusils à un coup, le fusil Sharps utilisait un très efficace, simple et solide verrou à bloc tombant - et le fusil Greene un système à verrou rotatif. Parmi les armes à répétition manuelle, le fusil Spencer (à 7 coups) et le fusil Henry (à 16 coups) utilisaient tous deux un levier de sous-garde, et leurs magasins étaient tubulaires et situés dans la crosse (pour le fusil Spencer) ou sous le canon (pour le fusil Henry). Le Sharps utilisait une cartouche papier et une capsule, alors que le Henry, le Spencer (et le Volcanic) utilisaient des cartouches métalliques à percussion annulaire.
Les fusils à chargement par la culasse, et surtout s'ils sont à répétition, ont plusieurs avantages significatifs sur les fusils à chargement par la bouche. Les améliorations apportées aux armes à chargement par la culasse ont sonné le glas des fusils à chargement par la bouche. Afin d'utiliser l'énorme stock de fusils à chargement par la bouche, le Springfield a été converti (version Allin) et adopté en 1866. .
Les Français ont adopté le nouveau fusil Chassepot en 1866, qui disposait de beaucoup d'amélioration par rapport au fusil à aiguille, car il avait considérablement moins de fuites de gaz grâce à son système d'étanchéité de Bange. Les Britanniques ont abord pris le Enfield et l'ont équipé d'un système de culasse du Snider (bloc solide, articulation parallèle au canon) pour tirer la cartouche Boxer. À la suite d'une évaluation comparative de 104 armes à feu en 1866, les Britanniques ont décidé d'adopter le Peabody dérivé du Martini-Henry avec trappe de chargement, en 1871.
Les fusils à chargement par la culasse à un coup ont été utilisés tout au long de la seconde moitié du XIXe siècle, mais ils ont été progressivement remplacés par des différents modèles de fusils à répétition, pour la première fois largement utilisés pendant la guerre de Sécession. Les culasses à chargement manuel ont cédé la place au chargement via un magasin puis à un chargement semi-automatique.

## Artillerie

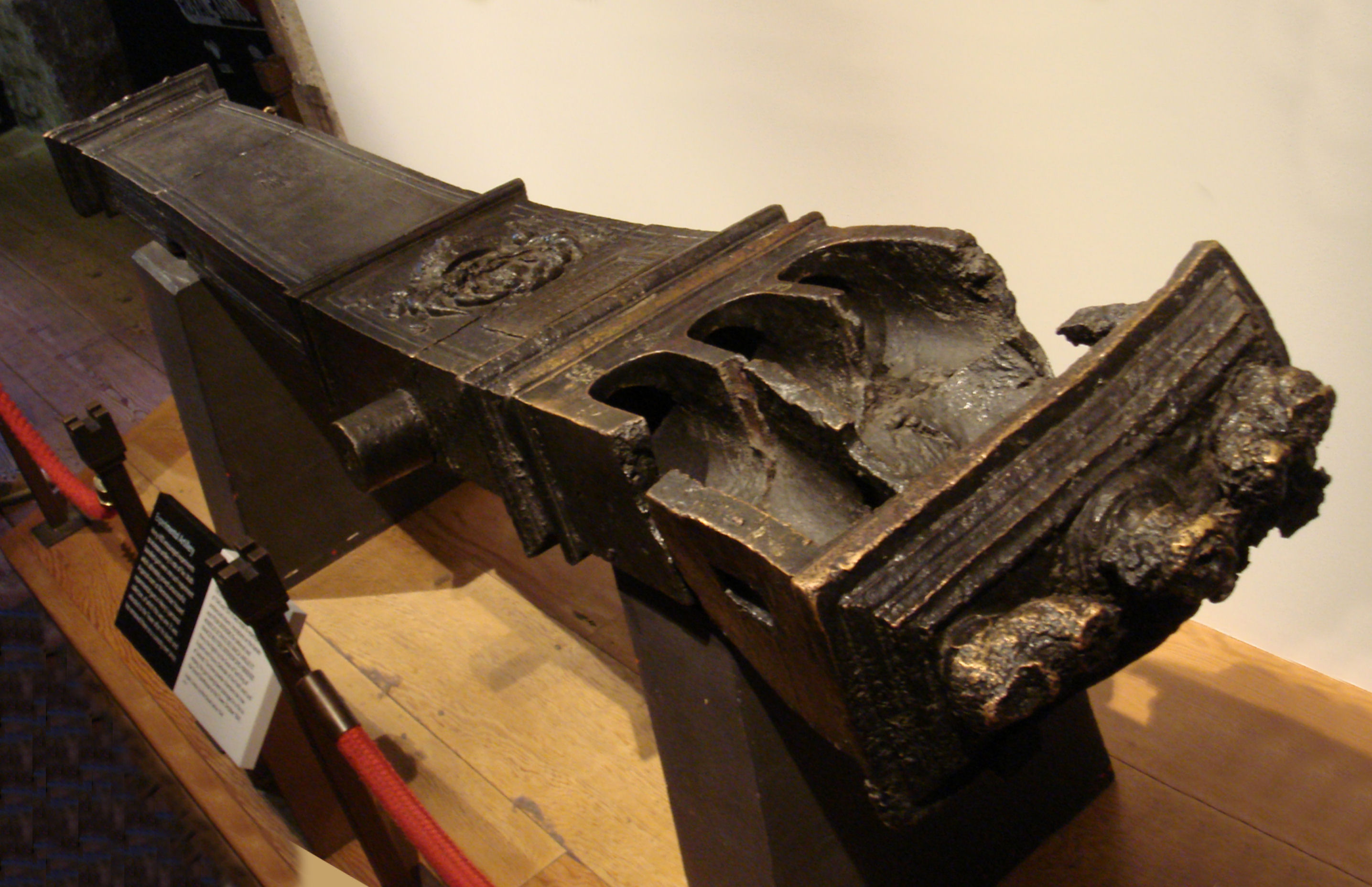
canon expérimental à trois coups à chargement par la culasse (éclaté) d'Henri VIII, 1540-1543.

Une animation montrant le cycle de chargement pour un canon naval à chargement par la culasse. Notez qu'il y a une série de portes verrouillées qui évite d'avoir un espace ouvert du local du canon au magasin.

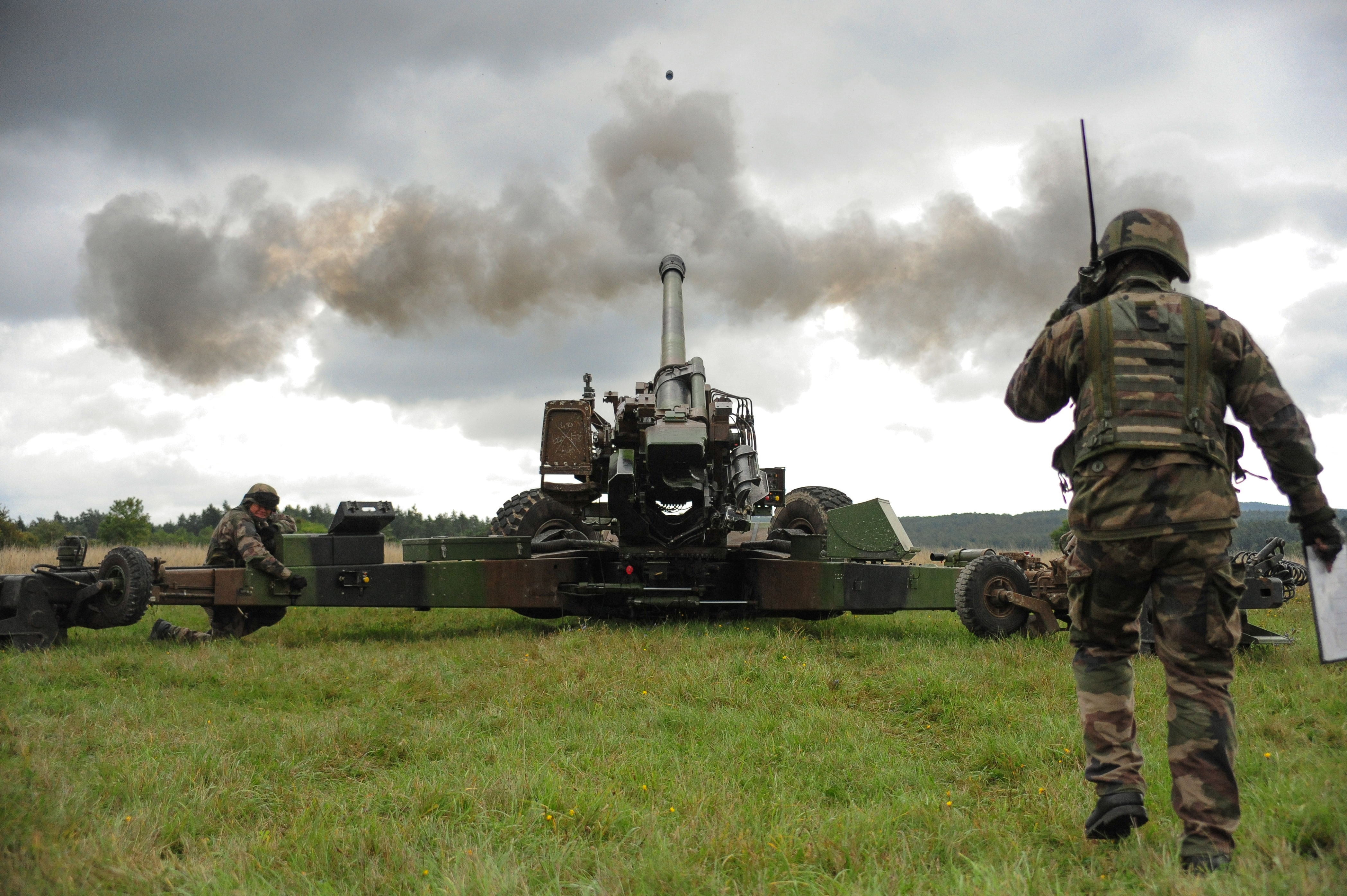
Tir d'un obus de 155 mm par un TRF1 de l'armée de terre française, 2013 au camp d'entrainement de Grafenwöhr.

Le premier canon rayé moderne à chargement par la culasse est un canon inventé en 1837, par Martin von Wahrendorff, avec un culot de culasse cylindrique verrouillé par une cale horizontale. Dans les années 1850 et 1860, Whitworth et Armstrong ont mis au point des canons d'artillerie à chargement par la culasse améliorés : voir Filetage interrompu.
Les canons de marine M1867 produits dans la Russie impériale à l'usine d'État d'Oboukhov intégraient un verrou à bloc tombant de type Krupp.